# Asleep at Heaven's Gate
Asleep at Heaven's Gate è il terzo album in studio della band indie rock americana Rogue Wave. È stato rilasciato il 18 settembre 2007. È stato prodotto da Roger Moutenot. Lake Michigan, il primo singolo estratto dall'album, è apparso in uno spot televisivo dei lettori musicali Zune di seconda generazione della Microsoft, ed è stato incluso nella colonna sonora originale di The Secret Life of Walter Mitty. Electro-Socket Blues è una bonus track e può essere trovata nell'uscita dell'album nel Regno Unito, mentre The Show, I Can Die, Electro-Socket Blues e All You Need Is Love, sono tutti disponibili nella versione rimasterizzata ed espansa dell'album, che può essere trovata su iTunes. Il brano Chicago x 12 è anche presente nell'ottava stagione di Scrubs nell'episodio Their Story II.

## Tracce
1. Harmonium – 6:36
2. "Like I Needed – 3:02
3. Chicago X 12 – 5:39
4. Lake Michigan – 3:48
5. Lullaby – 4:01
6. Christians in Black – 3:54
7. Own Your Own Home – 5:04
8. Ghost – 5:11
9. Missed – 3:29
10. Fantasies – 4:30
11. Phonytown – 5:56
12. Cheaper Than Therapy – 5:30
13. The Show" (Bonus Track) – 4:24
14. I Can Die" (Bonus Track) – 3:39
15. Electro-Socket Blues (Bonus Track) – 3:59
16. All You Need Is Love (Bonus Track) – 3:25